# Vlag van Smallingerland

Vlag van de gemeente Smallingerland

De vlag van Smallingerland is op 4 maart 1964 vastgesteld als de gemeentelijke vlag van de Friese gemeente Smallingerland. De beschrijving ervan luidt:
Een rechthoekige vlag, waarvan de hoogte zich verhoudt tot de lengte als 2:3. Verdeeld in twee evenhoge horizontale banen: bovenste wit, onderste groen, over beide banen heen een springend rood hert in het  midden van de vlag.
De vlag bestaat uit twee horizontale banen van gelijke hoogte in de kleuren wit en groen. In het midden van de vlag wordt een rood springend hert afgebeeld.
De hert en de kleuren zijn afkomstig van het gemeentewapen. In tegenstelling tot het wapen heeft de hert op de vlag een gewei.

## Dorpsvlaggen
Alle 14 dorpen in de gemeente Smallingerland hebben een eigen dorpsvlag.

Vlag van Boornbergum
Vlag van De Tike
Vlag van De Veenhoop
Vlag van De Wilgen
Vlag van Drachten
Vlag van Drachtstercompagnie
Vlag van Goëngahuizen
Vlag van Houtigehage
Vlag van Kortehemmen
Vlag van Nijega
Vlag van Opeinde
Vlag van Oudega
Vlag van Rottevalle
Vlag van Smalle Ee

## Verwante afbeeldingen

Wapen van Smallingerland

Achtkarspelen · 
Ameland · 
Dantumadeel · 
De Friese Meren · 
Harlingen · 
Heerenveen · 
Leeuwarden · 
Noardeast-Fryslân · 
Ooststellingwerf · 
Opsterland · 
Schiermonnikoog · 
Smallingerland · 
Súdwest-Fryslân · 
Terschelling · 
Tietjerksteradeel · 
Vlieland · 
Waadhoeke · 
Weststellingwerf